# Westerfeld

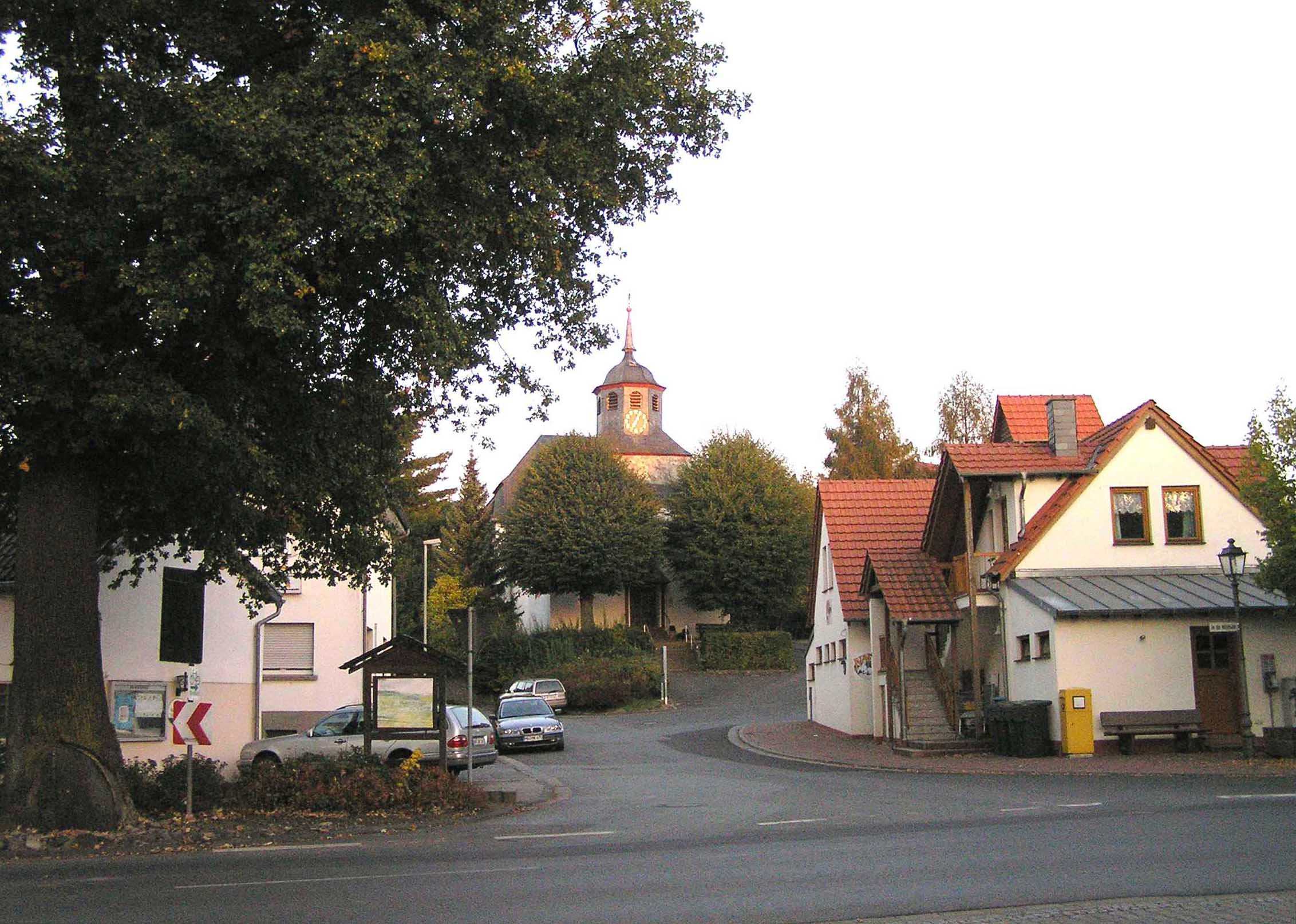
Dorfmitte Westerfeld mit Kirche

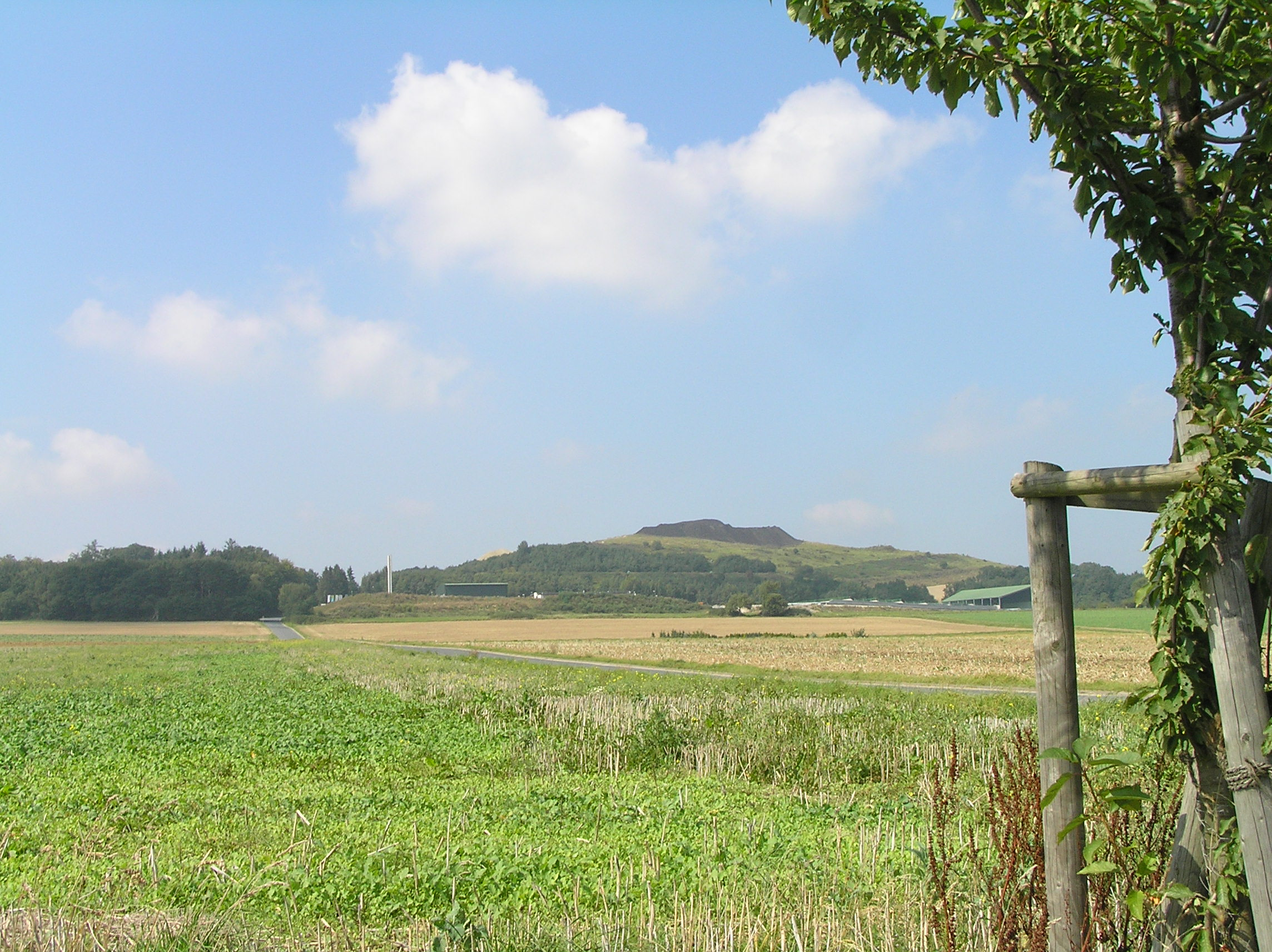
Mülldeponie Brandholz

Westerfeld ist ein Stadtteil von Neu-Anspach im südhessischen Hochtaunuskreis.

## Geographie
Westerfeld liegt zwischen Usingen und Hausen-Arnsbach, etwa vier Kilometer westlich von Wehrheim im Tal der Usa. In der Gemarkung von Westerfeld münden mehrere Bäche, unter anderem der Arnsbach, in die Usa.

## Geschichte
Im Jahr 1274 wird Westerfeld, als der jüngste Ortsteil von Neu-Anspach, soweit bekannt erstmals urkundlich erwähnt.
Hessische Gebietsreform
Zum 31. Dezember 1971 wurde Westerfeld im Zuge der Gebietsreform in Hessen, als vierten Ortsteil, auf freiwilliger Basis in die der Gemeinde Neu-Anspach eingemeindet. Ortsbezirke wurden in Neu-Anspach nicht gebildet.

## Wappen
Ab 1816 ist in den Symbolen des Dorfes eine Kornähre enthalten. Seit 1945 wird die heutige Form von fünf goldenen Ähren auf blauem Grund verwendet. Im Wappen der Stadt Neu-Anspach verweist eine Ähre im linken unteren Eck auf das Wappen von Westerfeld.

## Infrastruktur
Über dem Feuerwehrhaus betrieb bis Mitte 2013 die Stadt Neu-Anspach einen Gemeindesaal, dieser dient nun als Übungsraum und Vereinshaus des Tanzsportclub Grün-Gelb Neu-Anspach.
Mitte 2013 wurde die unter dem Dorfgemeinschaftssaal untergebrachte Feuerwehr aufgelöst. Einsätze in diesem Einsatzgebiet werden jetzt von der Feuerwehr des Stadtteils Anspach gefahren.
Seit dem Jahr 1817 bestand eine Grundschule in Westerfeld. Im Jahr 1908 wurde ein neues Schulgebäude errichtet. 1965 entstand mit der Adolf-Reichwein-Schule in Anspach eine Mittelpunktgrundschule. Seitdem besteht in Westerfeld keine eigene Schule mehr.
Die Kirche auf dem Kirchberg stammt aus dem Jahr 1720. Baumeister war Benedikt Burtscher. Sie ersetzte damals eine bestehende kleine Kapelle. Für den Neubau im Jahre 1720 wurde im ganzen Usinger Land mit Zustimmung von Fürstin Charlotte Amalie gesammelt. Bis zum Jahre 1981 gehörte Westerfeld kirchlich zu Usingen, heute zu Neu-Anspach.
Oberhalb von Westerfeld befindet sich die ehemalige Mülldeponie Brandholz.
Im westlichen Stadtteil von Westerfeld entstehen neue Bebauungsgrundstücke die ab Herbst 2014 zum Kauf von der Stadt Neu-Anspach angeboten werden.